# 莫斯納城堡

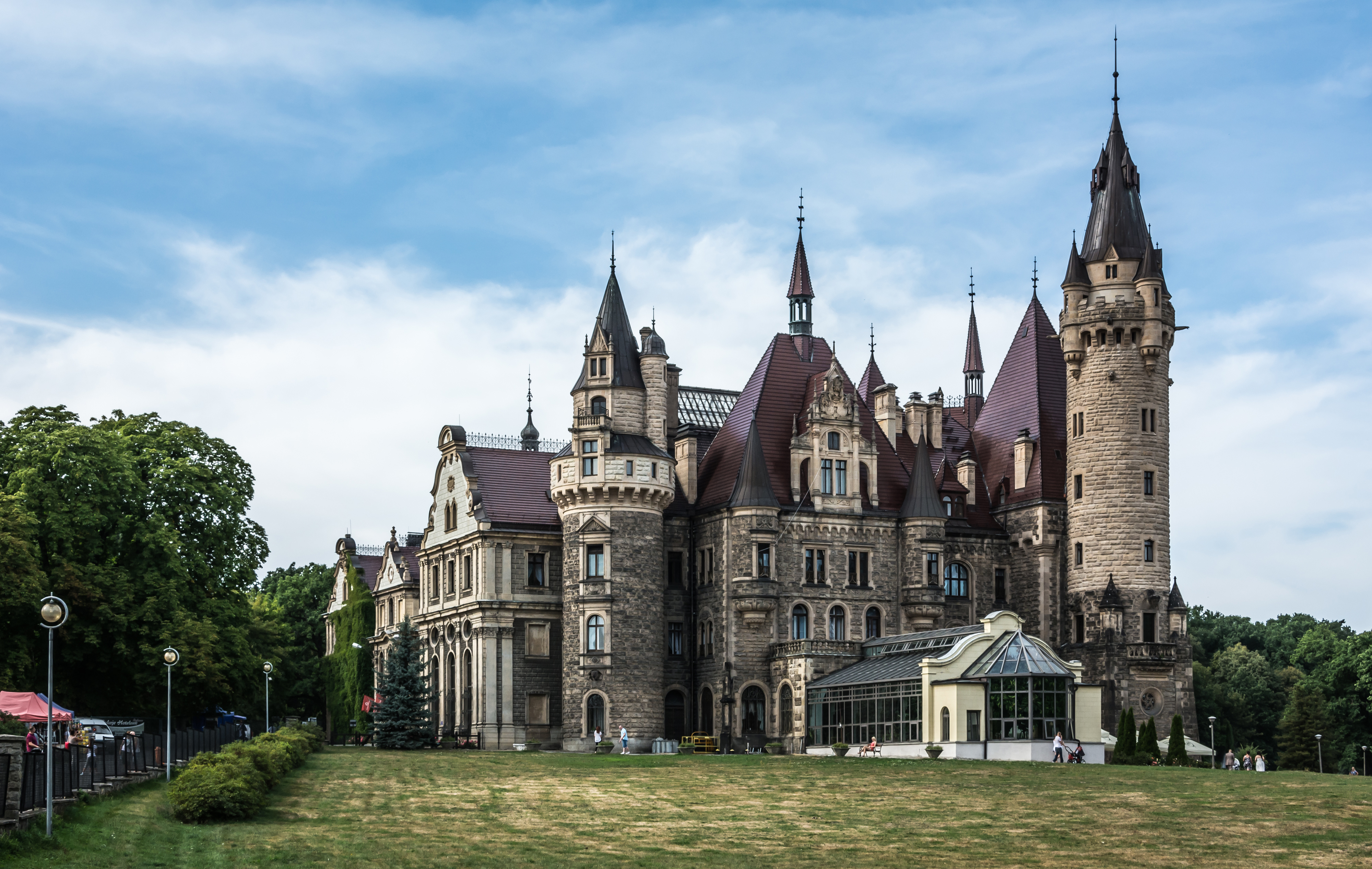
莫斯納城堡

莫斯納城堡（波蘭語：Pałac w Mosznej）是波蘭的一座歷史悠久的城堡和住宅，位於波蘭西南部村莊莫斯納。這座城堡是上西里西亞地區最著名的古蹟之一，經常被列入世界最美麗城堡之列。城堡始建於17世紀。

## 外部連結
- Official website[永久] （波兰語）
- Photo gallery
- Sferical panorama photo gallery
- Moszna Castle seen from the drone （页面存档备份，存于）

50°26′N 17°46′E / 50.433°N 17.767°E